# دانشگاه علوم پزشکی لرستان
دانشگاه علوم پزشکی و خدمات بهداشتی درمانی لرستان واقع در شهر خرم‌آباد، مرکز استان لرستان یکی از دانشگاه‌های علوم پزشکی ایران می‌باشد.

## تاریخچه

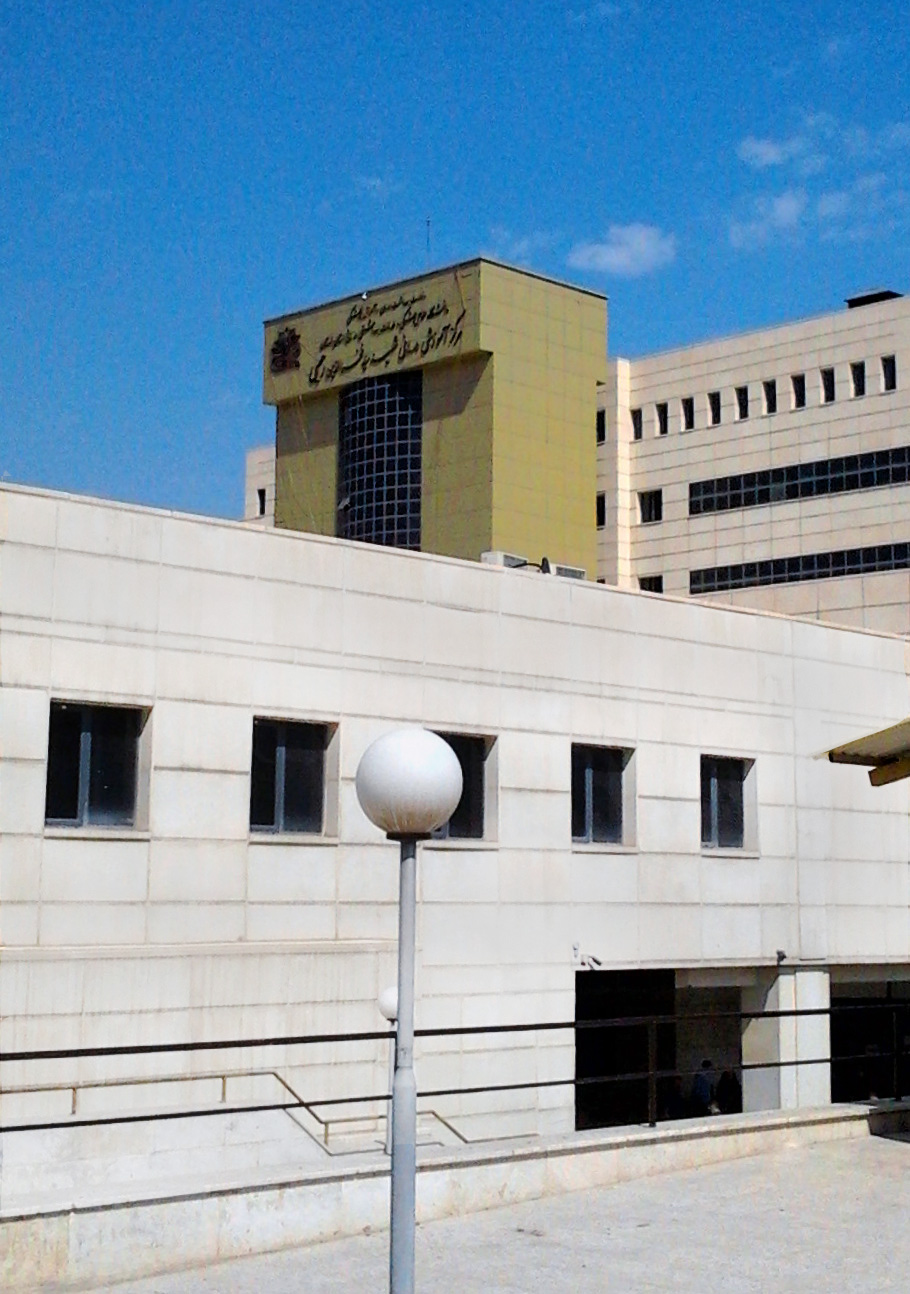
بیمارستان شهید رحیمی در خرم‌آباد

این دانشگاه در سال ۱۳۶۸ به صورت دانشکده تأسیس شد و در سال ۱۳۷۲ بر اساس مصوبه اجلاس شورای عالی دانشگاه‌های علوم پزشکی، به دانشگاه علوم پزشکی تبدیل شد.

## دانشکده‌ها
این دانشگاه دارای ده دانشکده زیر است:
- دانشکده پزشکی
- دانشکدهٔ دندانپزشکی
- دانشکده داروسازی
- دانشکده پرستاری و مامایی
- دانشکده پیراپزشکی
- دانشکده بهداشت و تغذیه
- دانشکده پرستاری الیگودرز
- دانشکده پرستاری بروجرد
- دانشکده پرستاری پلدختر
- دانشکده پرستاری دورود

## معاونت‌ها
این دانشگاه دارای هشت معاونت به شرح زیر می‌باشد:
معاون کل (مشاور)(قائم مقام)(مدیر داخلی دانشگاه و جانشین رئیس دانشگاه)
- بهداشت (زیرمجموعه:شبکه‌های بهداشت شهرستانهای استان)
- درمان (زیرمجموعه:بیمارستان‌ها و درمانگاه‌های استان)
- غذا و دارو (مراکز و شرکت‌های تولیدی دارویی)
- آموزش (دانشکده‌های آموزشی)
- دانشجویی و فرهنگی (مدیریت فرهنگی و مدیریت دانشجویی)
- تحقیقات و فناوری (آزمایشگاه‌ها و مراکز فناوری)
- توسعه مدیریت و منابع انسانی (اداری، اجرایی، استخدامی و بودجه)